# Platzl (Munich)
La Platzl est à Munich, à la fois une petite place au nord-est de la Marienplatz et une ancienne rue. 

## Rue et résidents
Le nom de rue Altmünchner Platzl existe à cet endroit depuis au moins 1780. Il fait référence à l'extension située au nord d'Orlandostrasse. De 1368 à 1805, cette place dans la littérature administrative et légale de Munich était aussi appelée Graggenau. Le bâtiment le plus célèbre de la Platzl est le Hofbräuhaus. À proximité se trouvent d'autres lieux tels que le Platzl Hotel et un Hard Rock Cafe.

## Théâtre à la Platzl
De 1901 à sa fermeture en 1995, le Theater am Platzl servit notamment de tremplin aux chanteurs folkloriques. De septembre 1995 à juin 1997, Platzl's Theaterie a été l’un des premiers théâtres de dîners et spectacles en Allemagne. 

## Maisons Platzl 2-3
Les maisons Platzl 2 et 3 représentent l'un des rares exemples de maisons de l'ancienne ville Altmünchener. Une partie des vestiges est encore préservée depuis le Moyen Âge (bâtiment principal Platzl 3). Les principales phases de construction sont la Renaissance (Vorderhaus Platzl 2, vers 1565) et le baroque (Platzl 2, bâtiment central du milieu du XVIIe siècle). En 1987/88, le groupe de maisons a été minutieusement réhabilité en raison de lourdes pertes de substance historique. Aujourd'hui, des passages ouvrent les cours. 

## Orlando Haus
La maison Orlando, ornée de cinq étages, a été achevée en 1900 et est située au nord de la place. Au rez-de-chaussée il y a une arcade.   

## Littérature
- Cornelia Oelwein: La Platzl Munich - Joie de vivre sur la place, Munich 2003,  (ISBN 3-928432-34-6)
- Heinrich Habel, Johannes Hallinger, Timm Weski: Monuments en Bavière - Ville de Munich. Moyen. 3 vol. Munich 2009, volume 2, pages 780-788.